# Filip Tysander
John Filip Tysander, född 25 januari 1985 i Järfälla  är en svensk entreprenör och investerare, mest känd för att ha grundat klockföretaget Daniel Wellington.
Filip Tysander växte upp i Järfälla. Han studerade sen företagsekonomi på Uppsala universitet samtidigt som han startade Smalslips.se och Neptune Design som sålde plastklockor via nätet. Han lyckades få ihop 200 000 kronor som kunde användas för att starta bolaget Daniel Wellington samma år som han tog examen år 2011. År 2015 hade Daniel Wellington en omsättning på över 1,4 miljarder kronor. År 2016 utsågs han till Årets Företagare i Sverige av organisationen Företagarna.